# Torre Ginebrell
La Torre Ginebrell és una torre romànica del poble de Vilamolat de Mur, en l'antic terme de Mur, actualment pertanyent al municipi de Castell de Mur, del Pallars Jussà. La torre formava part de la masia, ara en ruïnes, de Casa Ginebrell.
Està situada al nord del terme, a 1,3 quilòmetres en línia recta al nord-oest de Vilamolat de Mur, en un retomb de la pista forestal asfaltada que enllaça Guàrdia de Noguera amb Fígols de Tremp passant per Santa Llúcia de Mur, Collmorter, el castell de Mur, Vilamolat de Mur i Puigverd de Talarn. La torre és molt a prop del límit del terme municipal, perfectament visible des de tot arreu dels seus voltants. És al centre d'una partida rural del mateix nom que la torre, al nord dels Olivers del Romeral.

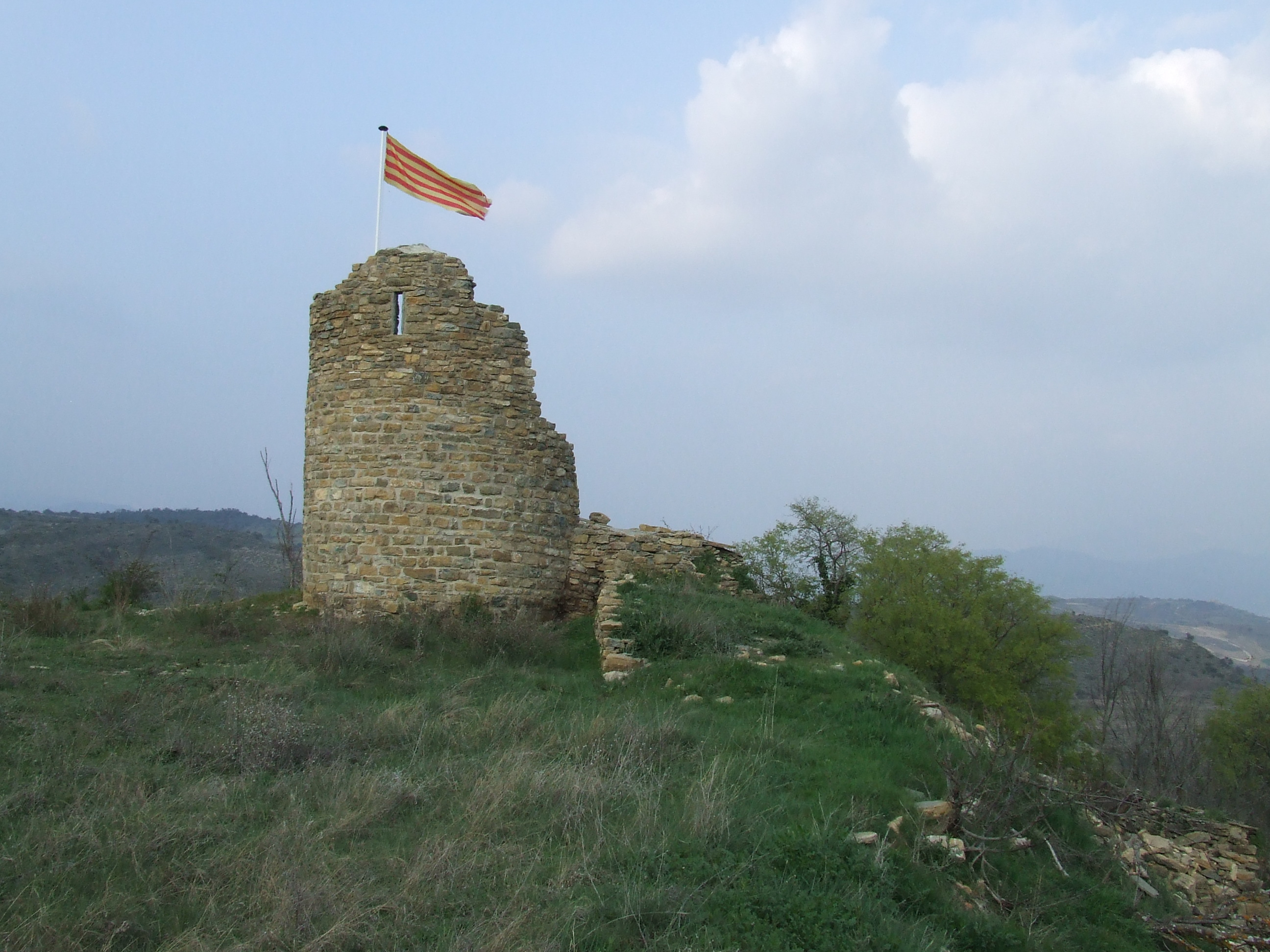
La Torre Ginebrell, costat sud-oest

La Torre Ginebrell fou una fortificació situada en una carena que enllaça visualment el castell de Mur amb les valls del terme de Tremp que havien pertangut a l'antic terme de Fígols de Tremp i el camí ral de Tremp al Pont de Montanyana.
Construïda en els darrers anys del segle xi o primers del xii, la Torre Ginebrell és una torre de guaita que pertany a la línia defensiva subsidiària del castell de Mur. Es comunicava, mitjançant senyals lluminosos, amb els propers castells de Montllobar i Puigcercós, a més del mateix castell de Mur, de manera que entre tots ells controlaven el flanc nord del castell de Mur, el pas de Tremp al Pont de Montanyana i la major part del costat meridional de la Conca de Tremp. També podia comunicar-se amb el castell d'Orcau i el de Llordà, més llunyans, però perfectament visibles des d'aquest lloc.
Fígols de Tremp, el Meüll, Miravet i Vilamolat de Mur també depenien preventivament d'aquesta torre, atès que des d'ella es podia avisar els pobles esmentats, també visualment.